# Seznam francoskih biatloncev
Seznam francoskih biatloncev.

## A
- Célia Aymonier

## B
- Patrice Bailly-Salins
- Sandrine Bailly
- Florence Baverel-Robert
- Jean-Guillaume Béatrix
- Sylvie Becaert
- Anaïs Bescond
- Alexis Bœuf
- Sophie Boilley
- Marine Bolliet
- Paula Botet
- Justine Braisaz
- Claire Breton
- Anne Briand
- Marie-Laure Brunet

## C
- Sophie Chauveau
- Anaïs Chevalier-Bouchet
- Chloé Chevalier
- Emmanuelle Claret
- Émilien Claude
- Fabien Claude
- Florent Claude
- Caroline Colombo

## D
- Vincent Defrasne
- Simon Desthieux

## F
- Martin Fourcade
- Simon Fourcade

## G
- Christelle Gros
- Antonin Guigonnat
- Gilonne Guigonnat

## H
- Marie Dorin Habert

## J
- Émilien Jacquelin
- Vincent Jay
- Lou Jeanmonnot

## L
- Enora Latuillière
- Oscar Lombardot

## M
- Quentin Fillon Maillet
- Francis Mougel
- Yvon Mougel

## N
- Corinne Niogret

## P
- Delphyne Peretto
- Eric Perrot
- Raphaël Poirée
- Christian Poirot

## S
- Julia Simon

## V
- Coline Varcin